# Купчинецька сільська рада (Козівський район)
Купчине́цька сільська́ ра́да — до 27 липня 2018 року адміністративно-територіальна одиниця та орган місцевого самоврядування в Козівському районі Тернопільської області. Адміністративний центр — село Купчинці.

## Загальні відомості
- Територія ради: 0,596 км²
- Населення ради: 1 302 особи (станом на 2001 рік)
- Територією ради протікає річка Стрипа

## Населені пункти
Сільській раді підпорядковані населені пункти:
- с. Купчинці
- с. Драгоманівка

## Склад ради
Рада складалася з 16 депутатів та голови.
- Голова ради: Гоцул Василь Михайлович
- Секретар ради: Куш Наталія Євгенівна

### Керівний склад попередніх скликань
| Прізвище, ім'я, по батькові | Основні відомості                                                 | Дата обрання | Дата звільнення |
| --------------------------- | ----------------------------------------------------------------- | ------------ | --------------- |
| Гоцул Василь Михайлович     | Сільський голова, 1954 року народження, освіта вища, безпартійний | 26.03.2006   | 31.10.2010      |
| Гоцул Василь Михайлович     | Сільський голова, 1954 року народження, освіта вища, безпартійний | 31.10.2010   |                 |

Примітка: таблиця складена за даними сайту Верховної Ради України

### Депутати
За результатами місцевих виборів 2010 року депутатами ради стали:

#### За суб'єктами висування
| Суб'єкт висування | Кількість обраних депутатів | %   |
| ----------------- | --------------------------- | --- |
| Самовисування     | 16                          | 100 |

#### За округами
| № округу | Прізвище, ім'я, по батькові   | Дата визнання обраним | Освіта  | Партійна приналежність | Відомості про обраного депутата                                 |
| -------- | ----------------------------- | --------------------- | ------- | ---------------------- | --------------------------------------------------------------- |
| 1        | Ковалик Борис Іванович        | 04.11.2010            | вища    | позапартійний          | М.Тернопіль Лок.депо, слюсар-механік                            |
| 2        | Бурин Борис Дмитрович         | 04.11.2010            | вища    | позапартійний          | М.Тернопіль Лок.депо, помічни кмашиніст а                       |
| 3        | Коваль Олег Олегович          | 04.11.2010            | вища    | позапартійний          | М.Тернопіль Лок.депо, розш о: овщик                             |
| 4        | Білик Ярослав Михайлович      | 04.11.2010            | вища    | позапартійний          | ФГ Білик 2008, голова                                           |
| 5        | Шкільна Наталія Богданівна    | 04.11.2010            | вища    | позапартійна           | М.Тернопіль Обласна дитяча лікарня, медсестра                   |
| 6        | Греськів Олег Ярославович     | 04.11.2010            | вища    | позапартійний          | ВП Тернопіль, пом.складачавагонів                               |
| 7        | Турчак Іван Євгенович         | 04.11.2010            | середня | позапартійний          | ПП"Будівельник", водій                                          |
| 8        | Куш Наталія Євгенівна         | 04.11.2010            | вища    | позапартійна           | Купчинецька сільська рада, секретар                             |
| 9        | Клюшник Михайло Олександрович | 04.11.2010            | вища    | позапартійний          | ТДМУ, студент 1 курс                                            |
| 10       | Квет Володимир Зеновійович    | 04.11.2010            | вища    | позапартійний          | ВП Тернопіль, пом.складачавагонів                               |
| 11       | Фіялка Марія Ярославівна      | 04.11.2010            | середня | позапартійна           | тимчасово не працює                                             |
| 12       | Новик Андрій Олексійович      | 04.11.2010            | середня | позапартійний          | тимчасово не працює                                             |
| 13       | Василак Марія Євгенівна       | 04.11.2010            | середня | позапартійна           | Купчинецька загальноосвітня школа І-ІІІ ст., підсобни йробітник |
| 14       | Мазурик Тарас Богданович      | 04.11.2010            | середня | позапартійний          | ТНЕУ, студент ІУ курс                                           |
| 15       | Цибулька Петро Петрович       | 04.11.2010            | середня | позапартійний          | Тернопільськ ийКомерційний інститут, студент Шкурс              |
| 16       | Маркович Роман Иосифович      | 04.11.2010            | середня | позапартійний          | Тернопільськ е ПТУ № 11, учень                                  |